# Caoxite
La caoxite è un minerale la cui descrizione è stata pubblicata nel 1997 in seguito ad una scoperta avvenuta presso la miniera di manganese Cerchiara nei pressi della frazione di Faggiona, fra i comuni di Pignone e Borghetto di Vara, in provincia della Spezia, nella Liguria. La caoxite, per disidratazione, si trasforma in whewellite.

## Etimologia
Il nome del minerale è stato attribuito sia in riferimento al centenario della scoperta dei raggi X (in inglese Centennial Anniversary of X-rays) che in relazione alla composizione chimica in quanto si tratta di un ossalato di calcio).

## Morfologia
La caoxite è stata scoperta sotto forma di aggregati sferoidali fino a 0,5mm costituiti da tozzi cristalli tabulari secondo {010} lunghi fino a 100µm.

## Struttura cristallina
I cristalli di caoxite sono formati da catene a zig-zag di gruppi ossalato e ioni Ca2+ allineati lungo l'asse c e legati fra loro da altri ioni di ossalato formando quindi degli strati corrugati. Le molecole d'acqua intercalate fra gli strati con i loro legami ad idrogeno causano il corrugamento degli stessi.

## Origine e giacitura
La caoxite è stata trovata nelle fratture che tagliano gli strati ricchi di manganese e bario di una miniera di manganese contenente soprattutto braunite. È stata trovata associata a quarzo, barite ed un ossido di manganese. L'origine del minerale è probabilmente idrotermale.